# 유치 제안서
유치 제안서는 회의 유치를 희망하는 지역이 다수일 경우 국제 기구 본부의 규정 등에 따라 경합하는 상황이다. 도시 및 국가를 의사 결정권자 및 관련자들에게 가장 효과적으로 소개할 수 있는 수단이기 때문에, 적극적으로 치밀하게 준비하는 것이 유치 성공의 중요한 척도가 된다.

## 같이 보기
- 유치
- 컨벤션